# 경안신학대학원대학교
경안신학대학원대학교(慶安神學大學院大學校, Gyeong An Theological Graduate University)는 대한민국의 경상북도의 안동시에 있는, 2004년 10월 29일에 개설된 사립 기독교 신학 대학원대학이다. 현재 석사과정을 운영하고 있다.

## 연혁
- 2004년 10월 29일 : 경안신학대학원대학교 설립
- 2005년 3월 10일 : 개교

## 교육편제
다음은 2018년 기준 경안신학대학원대학교의 석사 과정 학위 일람이다. 
- 신학과
- 사회복지학과
- 기독교 음악학과